# Bissendorf

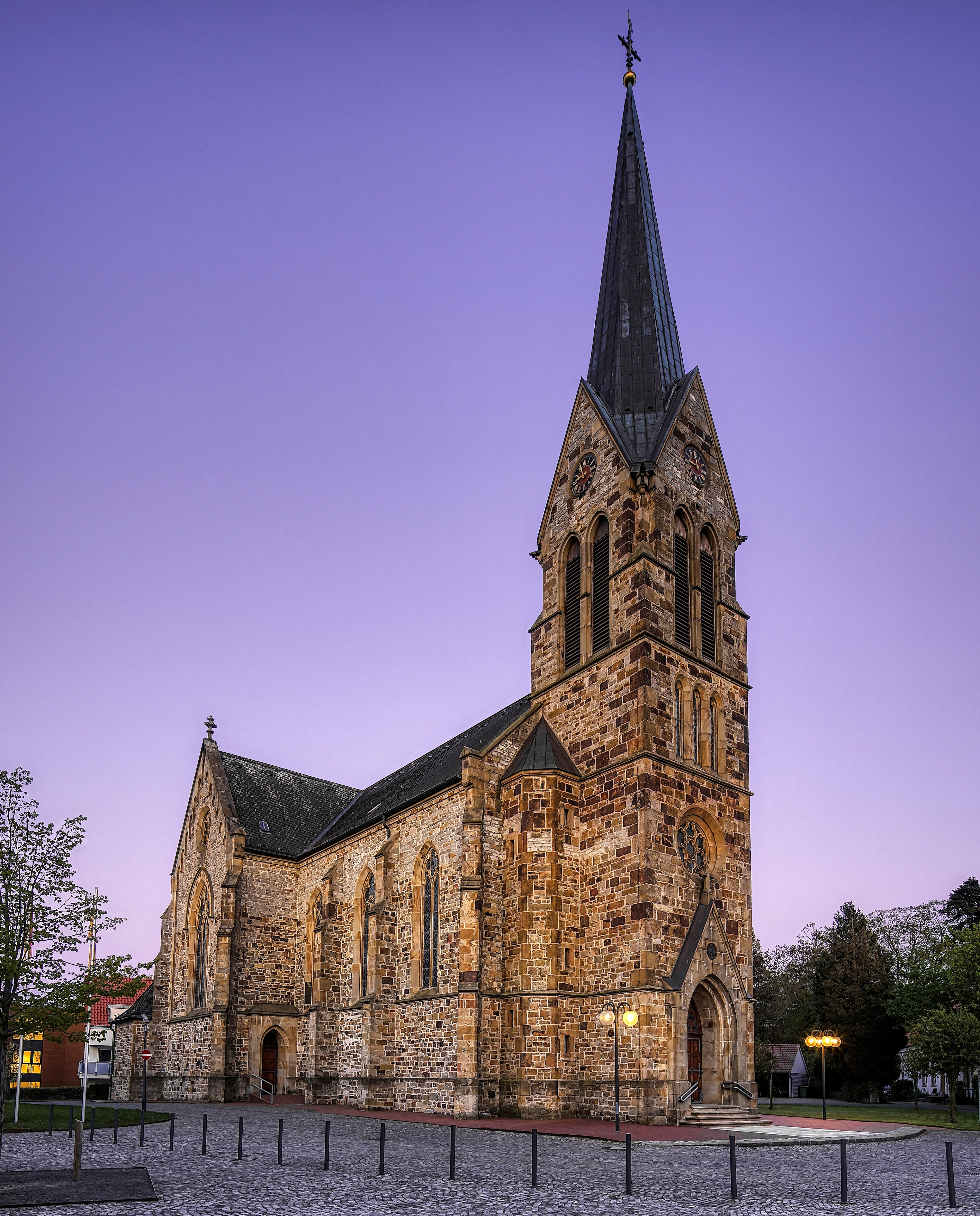
Parroquia Católica Sankt Dionysius

Bissendorf es un municipio situado en el distrito de Osnabrück, en el estado de Baja Sajonia, Alemania. Tiene una población estimada, a fines de 2021, de 14 680 habitantes.

## Historia
El municipio nace de la fusión de Bissendorf, Ellerbeck, Holte, Jeggen, Linne, Schelenburg, Schledehausen, Waldmark, Wissingen, Wersche y Wulften, en la reforma regional de 1972.
El primer documento que menciona Bissendorf data del año 1160. 

## Geografía

### Ubicación geográfica
Está ubicado entre el macizo del Wiehengebirge al norte y el bosque de Teutoburgo al sur. El río Hase cruza el territorio deste el este al oeste.

### Comunidades vecinas
Bissendorf limita con Belm y Ostercappeln al norte; Bad Essen y Melle al este; Hilter am Teutoburger Wald y Georgsmarienhütte al sur, y Osnabrücken el oeste.